# Statens centrum för arkitektur och design
Statens centrum för arkitektur och design, även Arkitektur- och designcentrum eller ArkDes och tidigare Arkitekturmuseet, är ett svenskt centralmuseum för arkitektur och design.
Museet ligger på Skeppsholmen i Stockholm i två byggnader som är sammanbyggda med Moderna Museet. Museet, som arbetar med byggnadskonst, samhällsplanering och formgivning, är en statlig förvaltningsmyndighet och sorterar under Kulturdepartementet. Arkitektur- och designcentrum håller stängt för ombyggnation sedan den 28 augusti 2023. Museet öppnar igen den 14 juni 2024.

## Historik
Arkitekturmuseet bildades 1962 på initiativ av Sveriges Arkitekters Riksförbund som en privat stiftelse. Det öppnade 1966 i lokaler i tidigare Sjökarteverkets byggnad på Skeppsholmen i Stockholm. Det  förstatligades 1978 och invigdes i sina nuvarande lokaler i februari 1998.
Museets ansvar utvidgades till att omfatta andra designområden 2009. År 2013 beslutade regeringen om namnbyte till Statens centrum för arkitektur och design.

## Byggnaderna
Museet har sina lokaler i två byggnader, dels i flottans exercishus ritat av Fredrik Blom, dels i en nybyggnad uppförd 1994–1997 efter ritningar av den spanske arkitekten  Rafael Moneo, vilken samtidigt ritade nya Moderna Museet. I gamla exercishuset finns museets utställningar. I nybyggnaden i funktionalistisk stil inryms kansli, bibliotek, arkiv och verkstäder. Denna byggnad fick Kasper Salin-priset 1998.

## Verksamheten
Museet har en permanent utställning och olika tillfälliga temautställningar. I permanentutställningen visas bland annat arkitektur i Sverige genom tiden genom modeller, fotografier och historiska föremål. I samlingarna finns ritningar, modeller och fotografier av omkring 600 arkitekters verk. I museets bibliotek finns facktidskrifter från 1930-talet till idag och över 24 000 böcker. Museet förvaltar Einar Mattssons stiftelse för bygg- och fastighetsteknisk forskning.
En årligen återkommande, och av allmänheten uppskattad evenemang, är utställningen Pepparkakshus som arrangeras kring juletid. Här får båda vuxna och barn, amatörer och proffs lämna sina skapelser byggda av pepparkakor, godis och sockerkristyr. Bara fantasin sätter gränser. Alla bidragen är också med i en tävling där de delas in i tre kategorier: "Arkitekter, formgivare och bagare", "Upp till 12 år" och "Alla andra som bakar". I varje kategori utses en vinnare av en jury. Det finns även "Publikens pris" där alla bidrag bedöms av allmänheten.

## Förslag 2015 om framtida omorganisation
Den av regeringen utsedda utredningsmannen Christer Larsson föreslog i sin utredning Gestaltad livsmiljö - en ny politik för arkitektur, form och design, framlagd i oktober 2015, att museet skulle ombildas till en myndighet för utveckla och driva en politik för arkitektur, form och design, med arbetsnamnet Myndigheten för gestaltad livsmiljö. Enligt förslaget skulle samlingarna överföras till ett befintligt statligt finansierat museum och det ombildade ArkDes utställningsverksamhet upphöra.
Regeringen meddelade dock i april 2016 att museets verksamhet skulle fortsätta med samma inriktning som tidigare.

## Bildgalleri

Byggnader
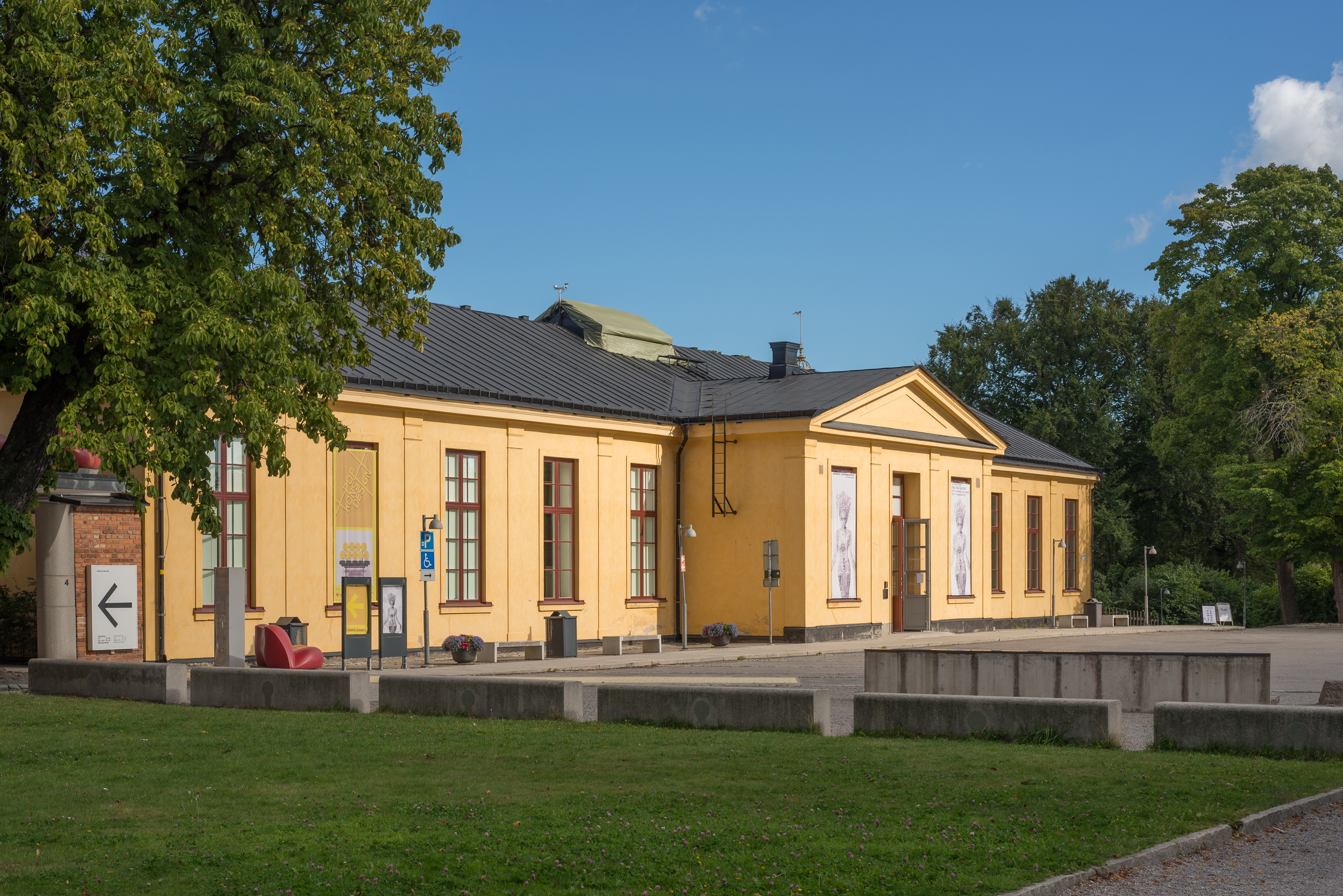
Utställningsbyggnaden
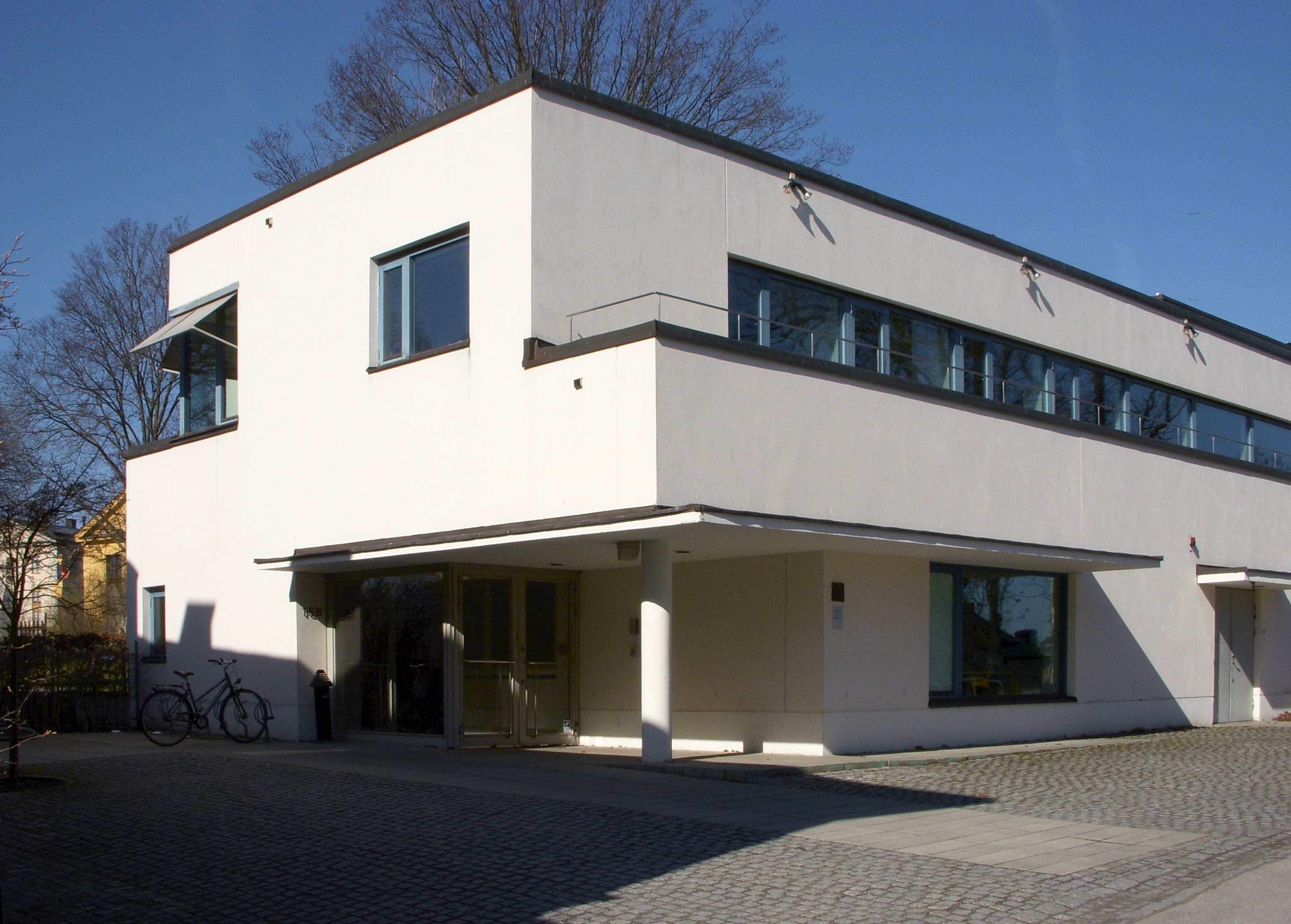
Administrationsbyggnaden

Utställningar
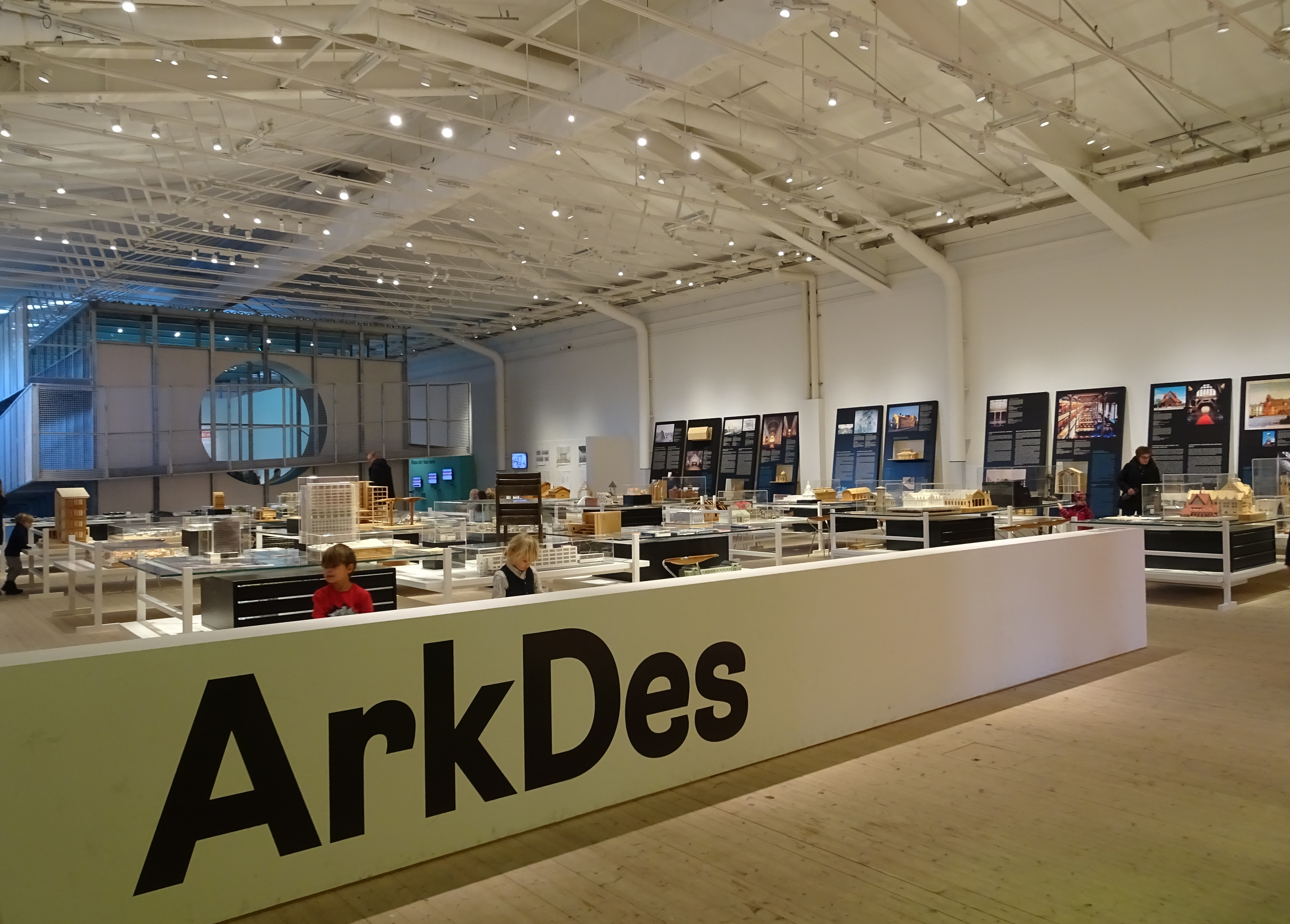
Permanenta utställningshallen
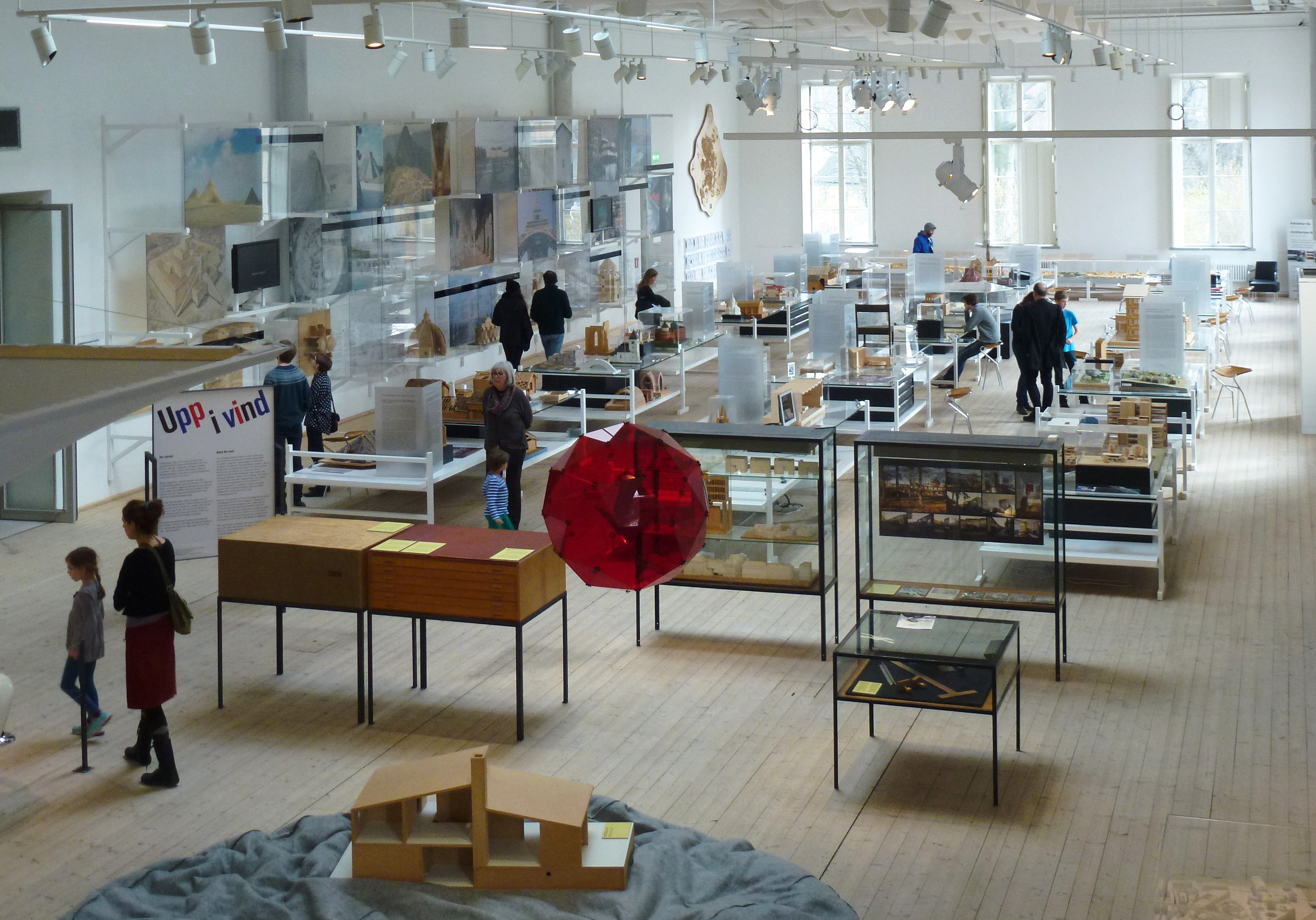
Permanenta utställningshallen
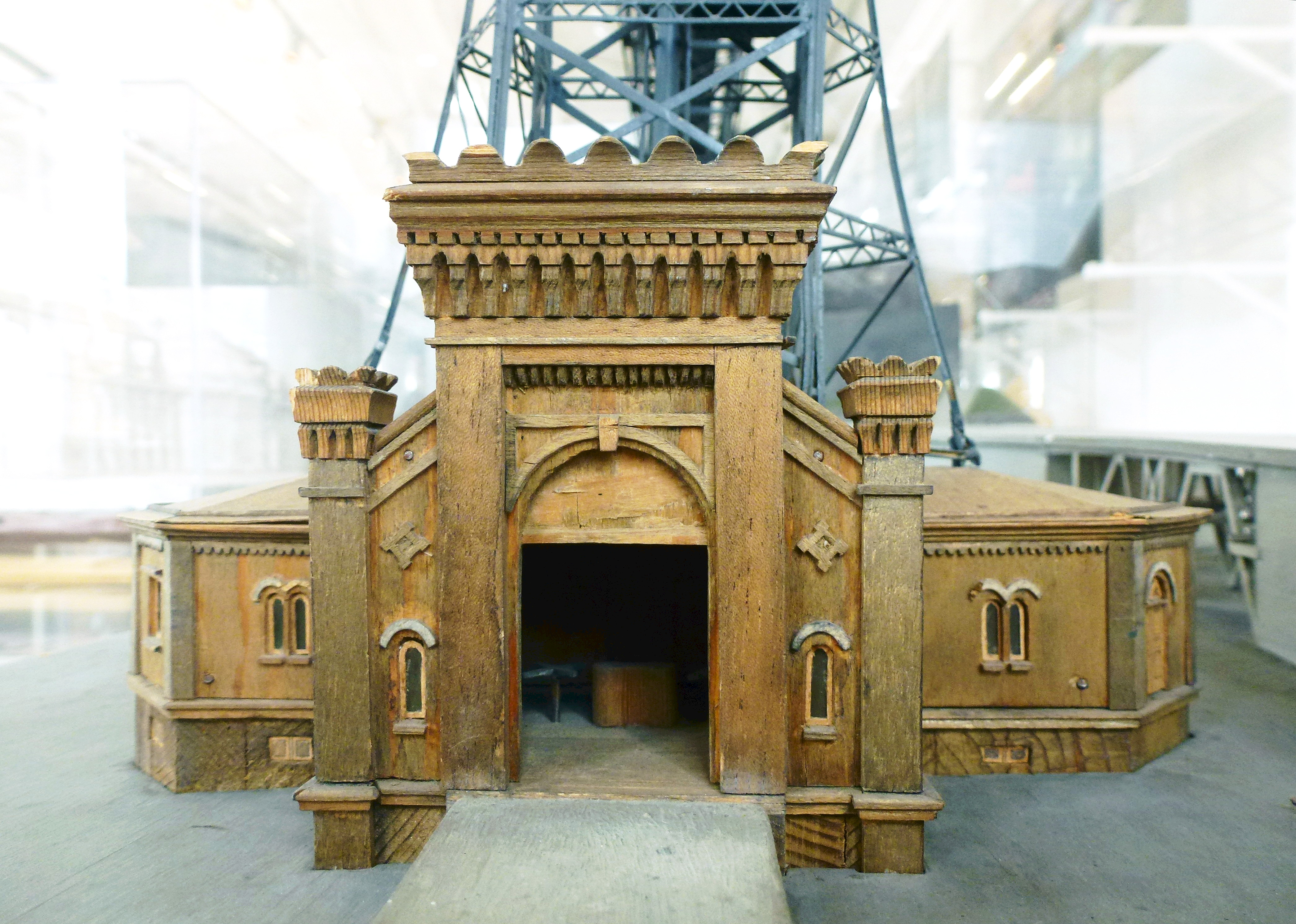
Gamla Katarinahissen, modell
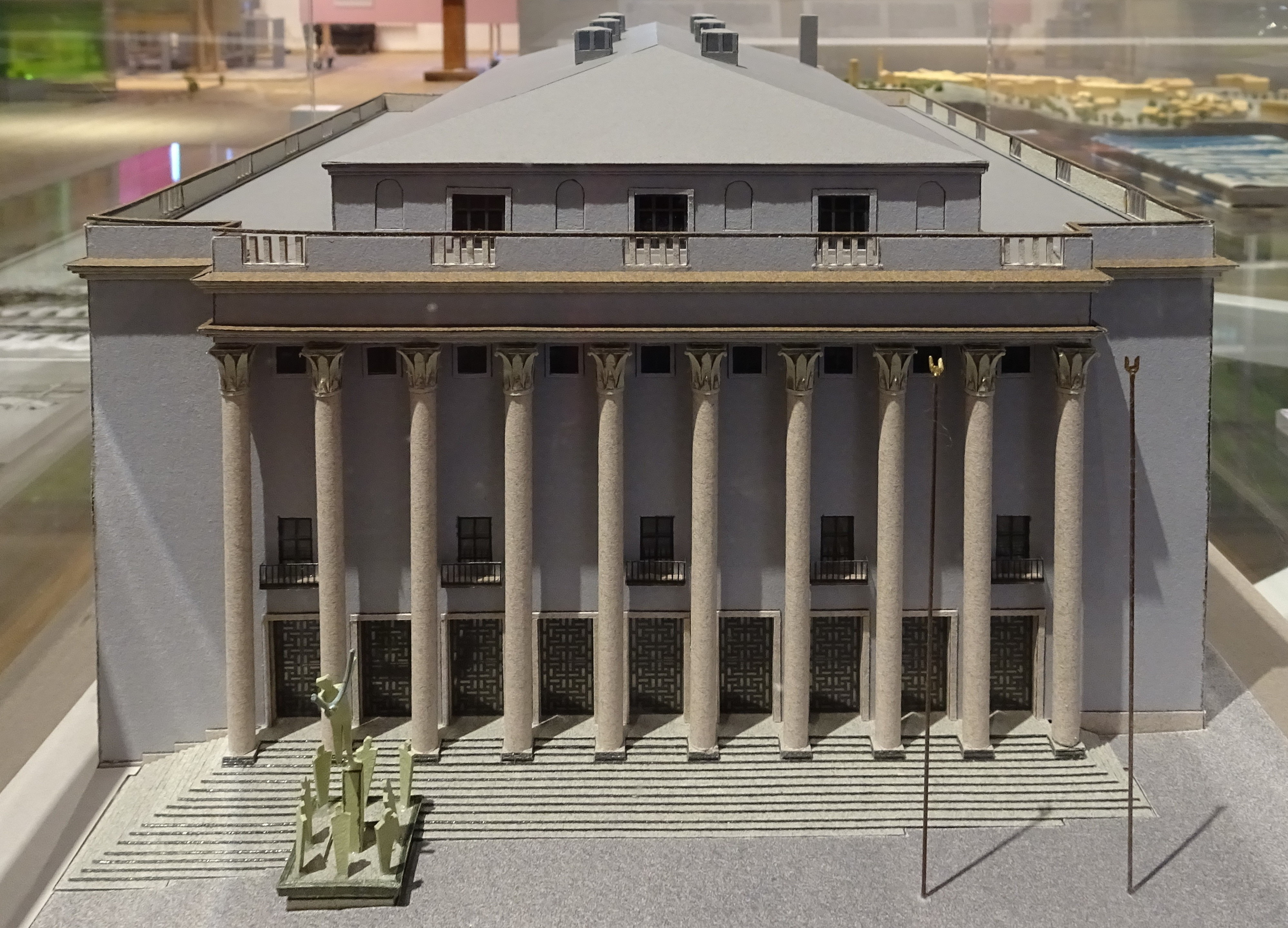
Stockholms konserthus, modell.
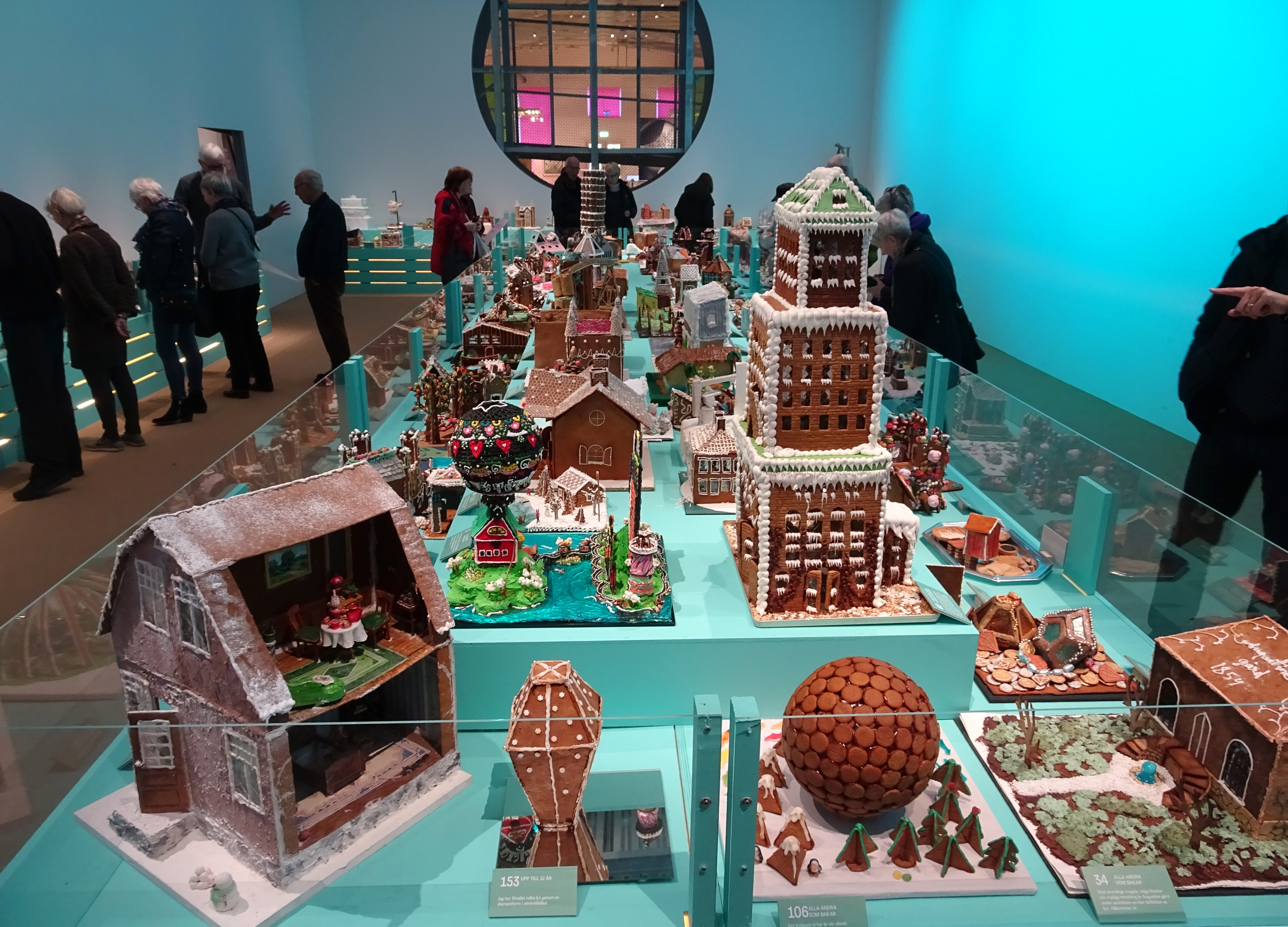
Tävlingen "Pepparkakshus 2018".
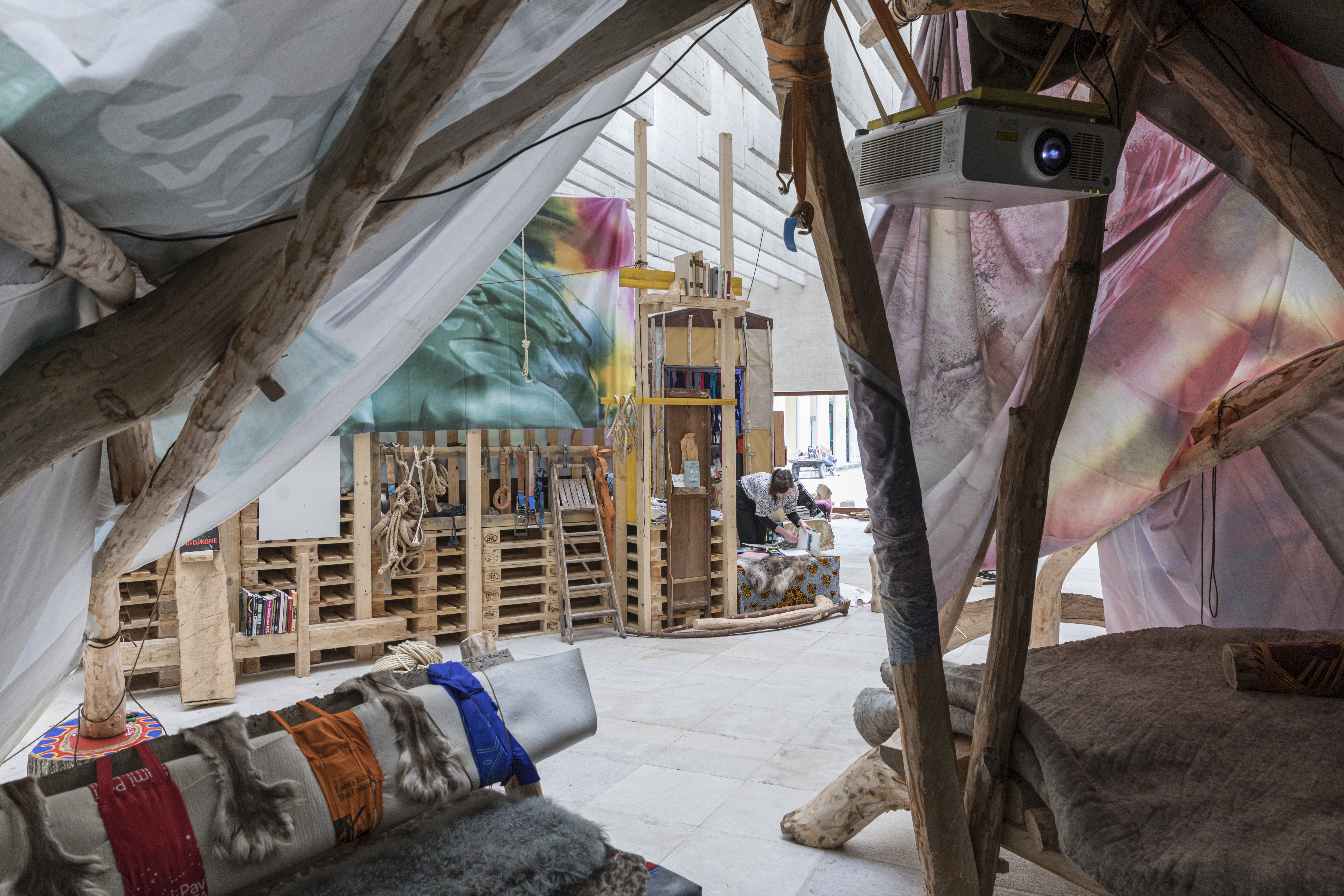
Girjegumpi: The Sámi Architecture Library av Joar Nango och medverkande i Nordiska paviljongen (18:e internationella arkitekturbiennalen – La Biennale di Venezia) 2023

## Överintendenter
- Bengt O.H. Johansson 1966–1977
- Henrik O. Andersson 1978–1984
- Jöran Lindvall 1985–1999
- Bitte Nygren 1999–2008
- Lena Rahoult, 2009–juli 2014
- Vakant augusti 2014–januari 2015
- Kerstin Brunnberg, februari 2015–juni 2016
- Vakant juli 2016–april 2017
- Kieran Long, 18 april 2017–2024
- t.f. överintendent Karin Nilsson, 2024–[3]